# Hamlin (Wirginia Zachodnia)
Hamlin – miasto w Stanach Zjednoczonych, w stanie Wirginia Zachodnia, w hrabstwie Lincoln.